# Bernhard Böcking
Bernhard Böcking (* 20. September 1781 in Trarbach; † 14. März 1824 in Aachen) war ein deutscher Kaufmann, Tuchfabrikant und preußischer Landrat des Kreises Monschau.

## Leben

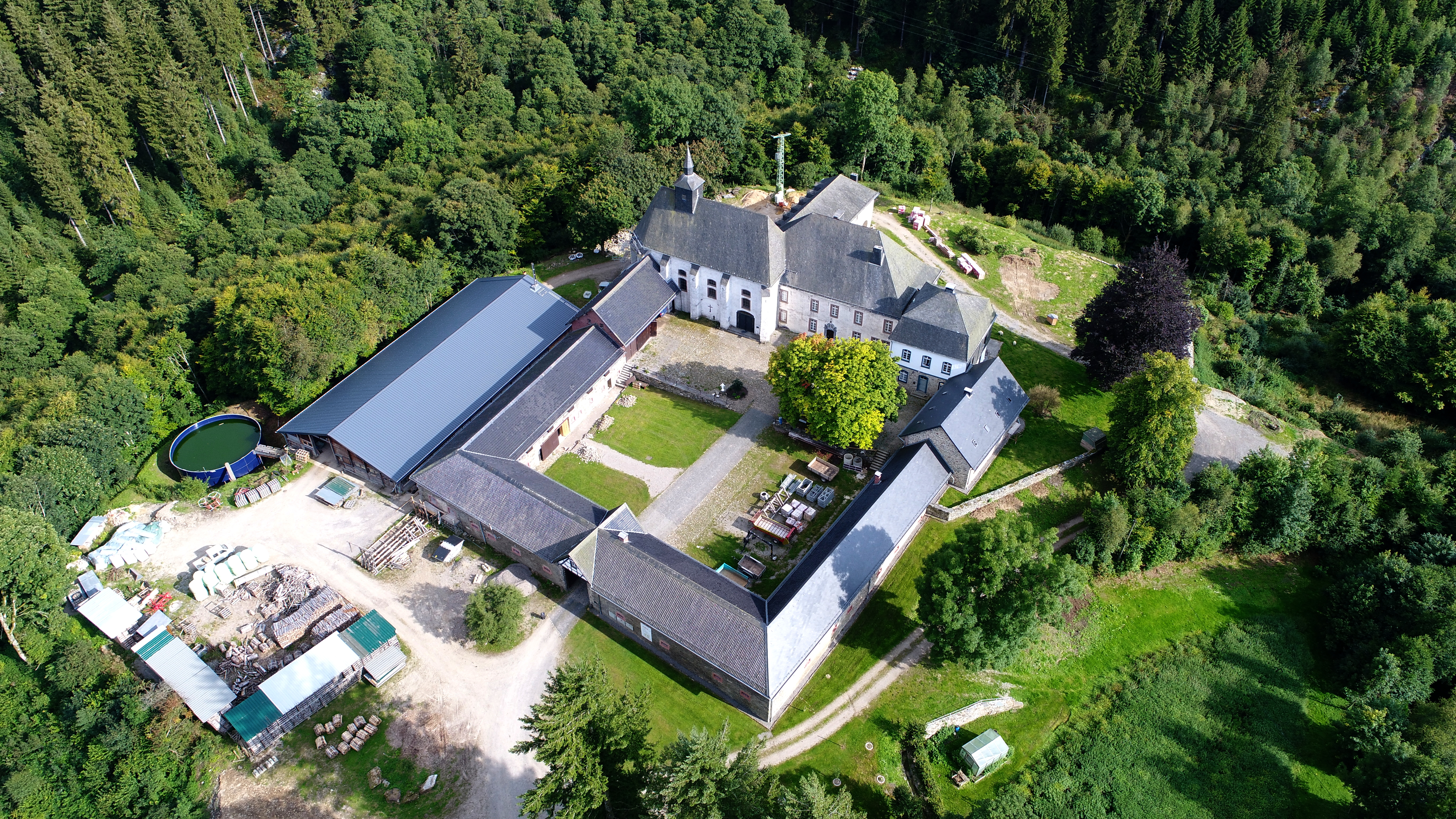
Kloster Reichenstein aus der Vogelperspektive (2017)

Bernhard Böcking war ein Sohn des Großkaufmanns Johann Adolf Böcking und dessen Ehefrau Ernestine, geb. Scheibler. Nach einer Lehre in der Tuchfabrik Scheibler wurde er später Tuchfabrikant und ab 1808 Besitzer des Klosters Reichenstein einschließlich aller Ländereien in Monschau. Nachdem er im Jahr 1814 Kantonskommissar geworden war, wurde er am 1. Mai 1816 zum ersten kommissarischen Landrat des Landkreises Monschau ernannt. Nach der erfolgten definitiven Bestätigung mittels Allerhöchster Kabinettsorder (AKO) zum 16. Januar 1817 verstarb er nur 43-jährig nach knapp 6 Jahren Amtszeit als Landrat während des Dienstes.

## Familie
Bernhard Böcking heiratete am 2. Oktober 1805 in Aachen Christiane Claus (* 7. Dezember 1788 in Aachen; † 28. Januar 1861 in Saarbrücken), Tochter des Tuchfabrikanten Christian Friedrich Claus aus Aachen und dessen Ehefrau Jeannette Marie, geb. Fabricius.